# Farsan, Iran
Farsan (persiska: فارسان) är en stad i provinsen Chahar Mahal och Bakhtiari i centrala Iran. Folkmängden uppgår till cirka 30 000 invånare.